# 白峯神宮

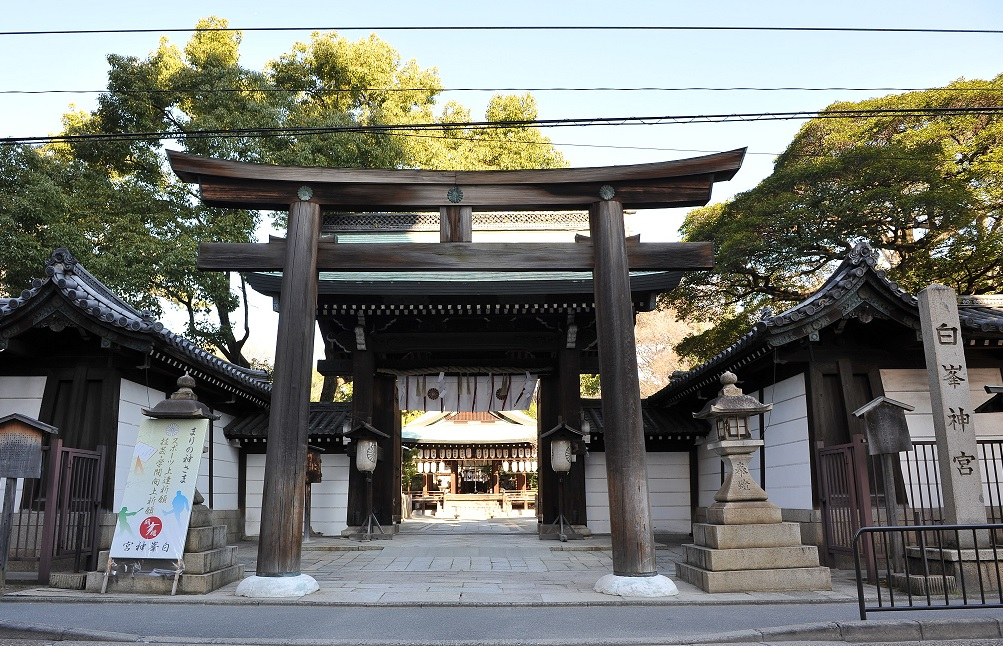
白峯神宮外観

白峯神宮（しらみねじんぐう）は、京都市上京区東飛鳥井町にある神社。配流されてその地で歿した崇徳天皇・淳仁天皇を祀る。旧名白峯宮（しらみねぐう）。旧社格は官幣大社で、現在は神社本庁の別表神社。

## 概要
白峯神宮は和歌のほか蹴鞠の師範を務めた飛鳥井家が所有する土地（邸宅跡）に建てられている。
摂社の地主社に祀られる精大明神は蹴鞠の守護神であり、現在ではサッカーのほか、球技全般およびスポーツの守護神とされ、サッカーをはじめとするスポーツ関係者の参詣も多く、社殿前にはサッカーやバレーボールの日本代表チームや、Jリーグに所属する選手などから奉納されたボールなどが見られる。毎年4月の「春季例大祭」と7月の「精大明神例祭」には、天下泰平・国家安泰・五穀豊穣を祈って、白峯神宮で蹴鞠保存会による蹴鞠が奉納されている。
スポーツにちなんだお守りが有名で、叶う輪（かなうわ）という縁起物がある。

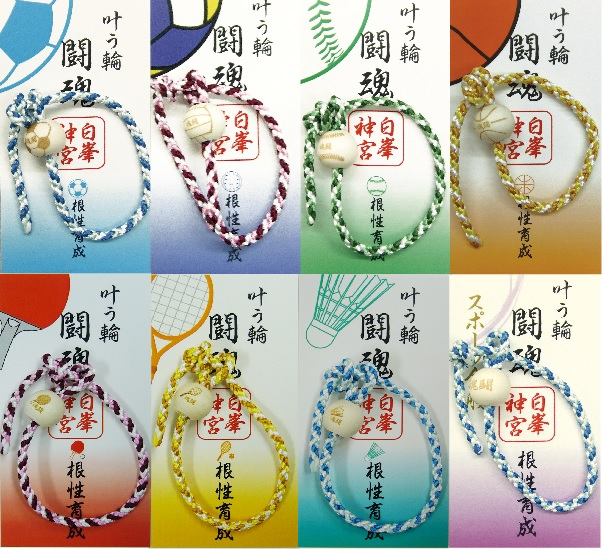
叶う輪（スポーツの縁起物）

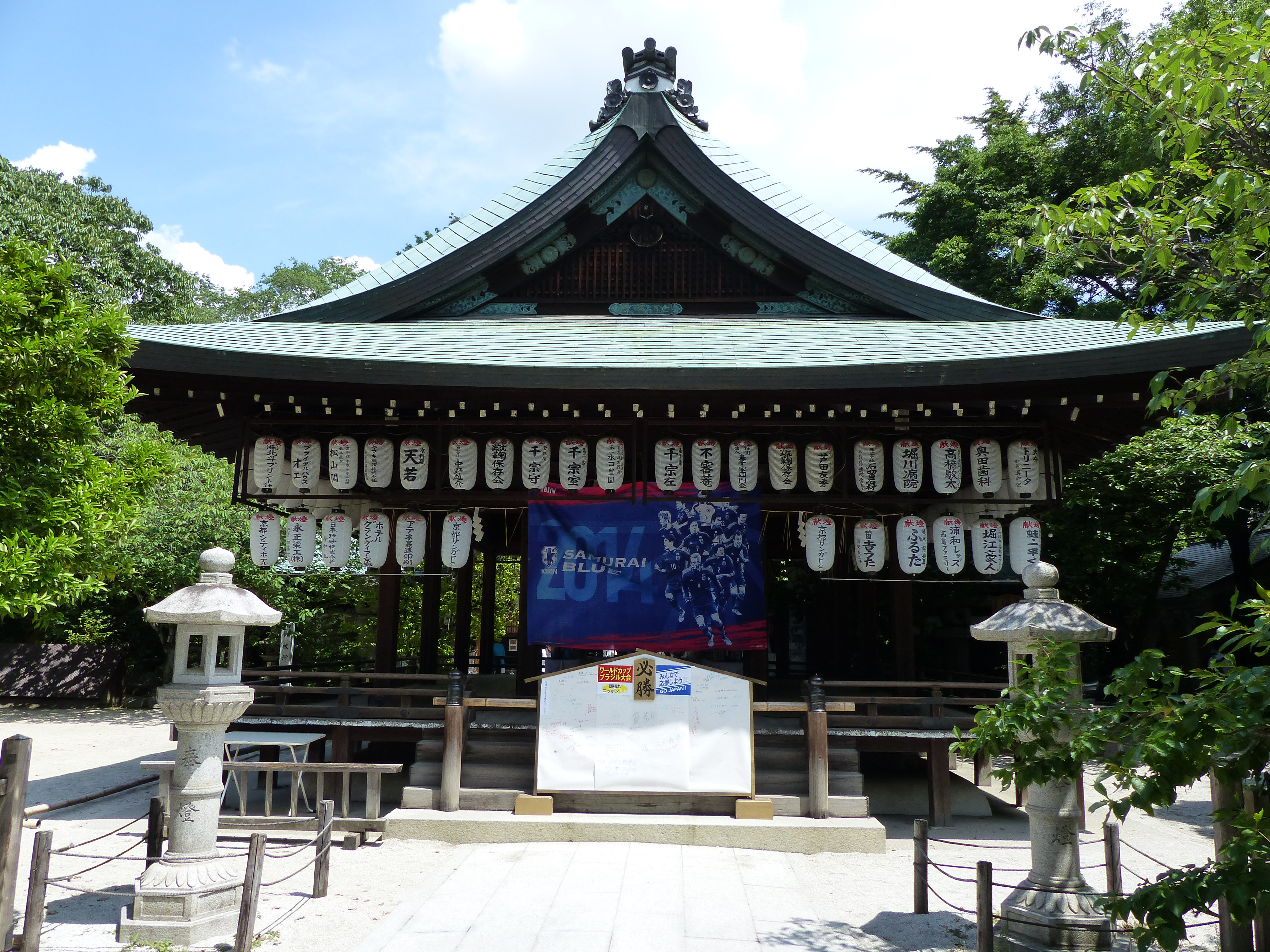
ワールドカップが開催される際には、応援絵馬が備えられる。

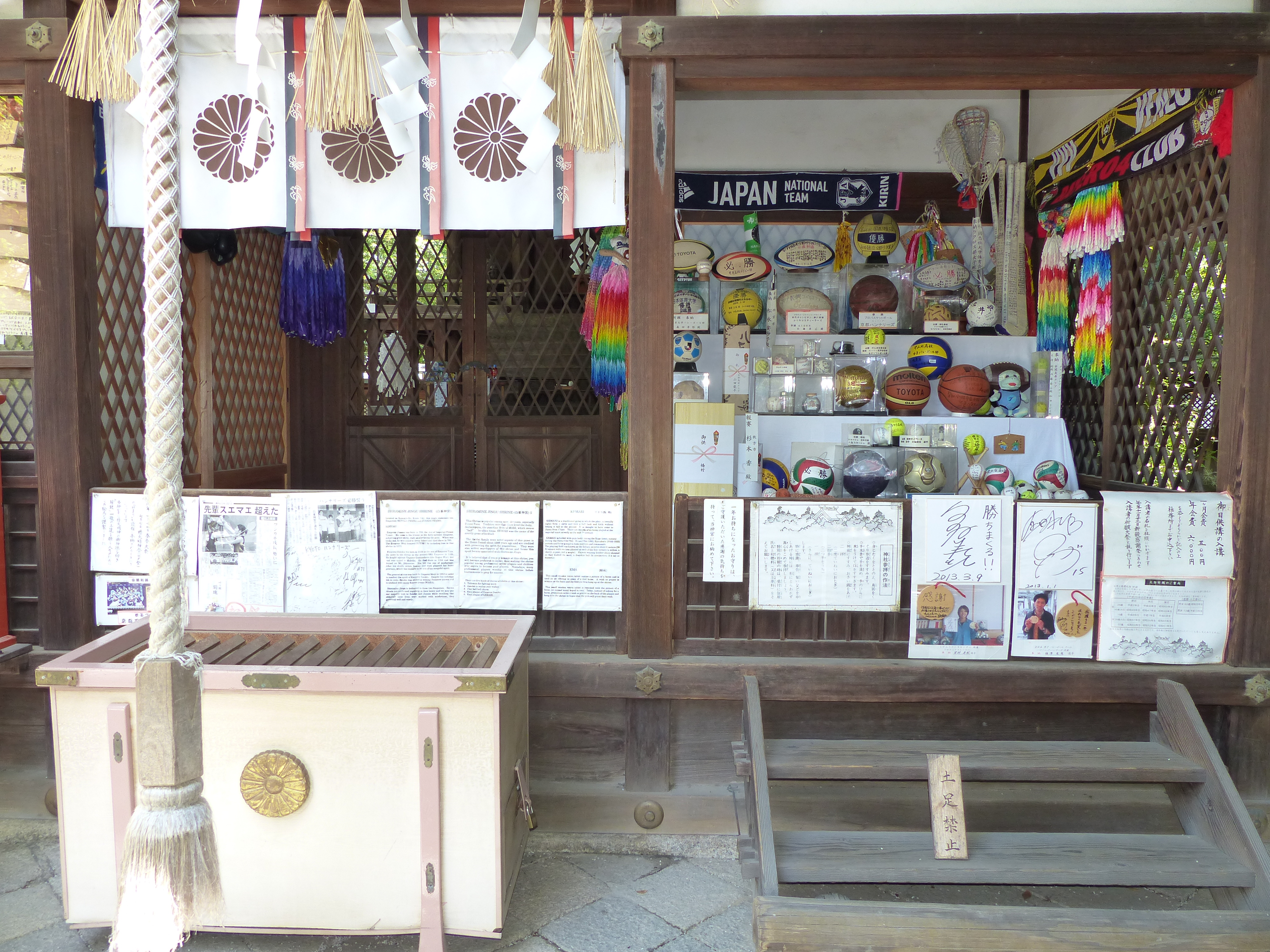
有名なスポーツ選手などからボールが奉納されている。

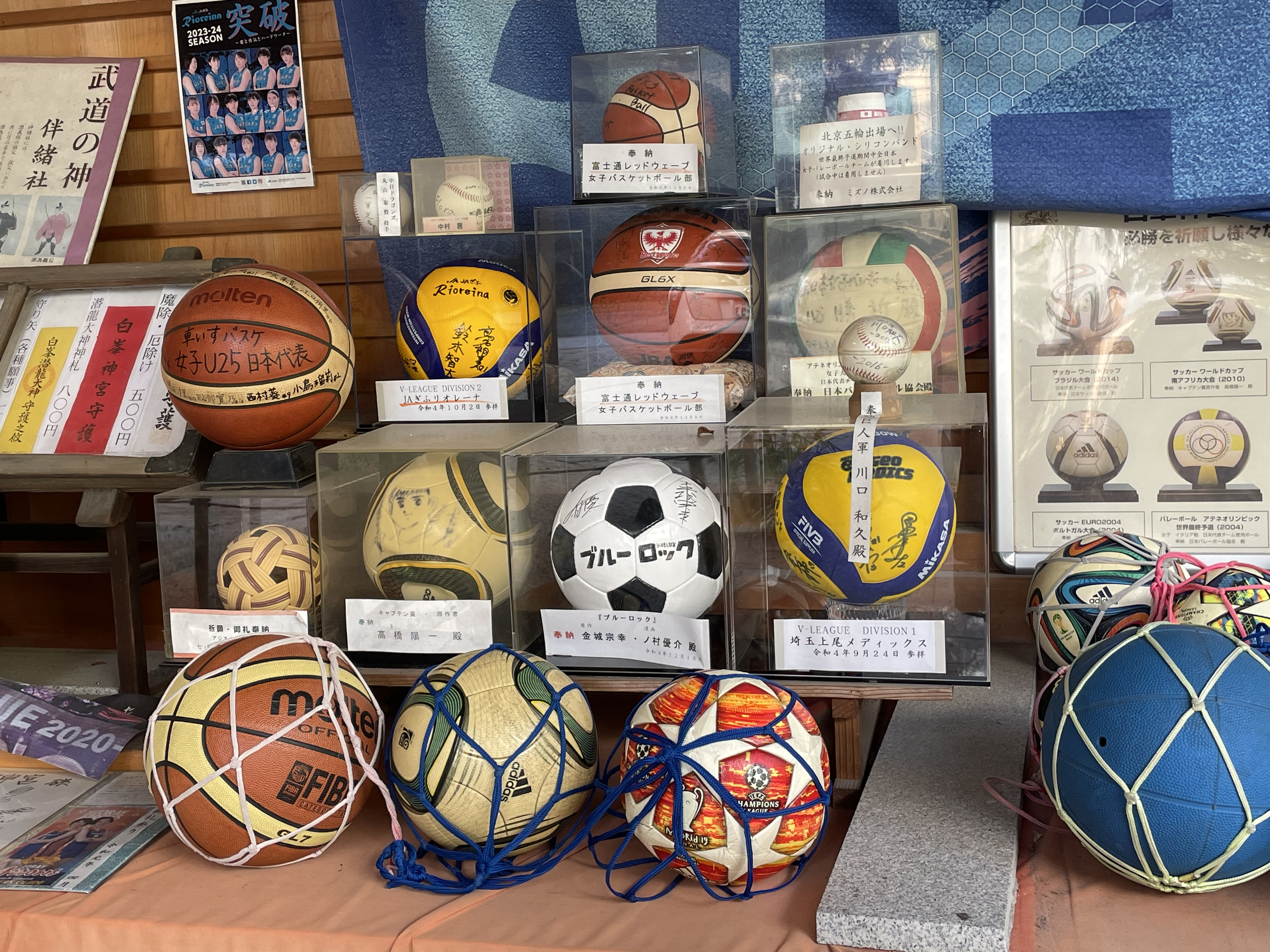
有名なスポーツ漫画作家のサイン入りボールなども奉納されている。

## 歴史
崇徳上皇は保元の乱に敗れて讃岐国に流され、長寛2年（1164年）旧暦8月26日その地で崩御した。その後天変地異が相次いだことから上皇の祟りとされ、上皇が葬られた白峯陵（現・香川県坂出市）の隣に、上皇の菩提を弔う為に府中の木丸殿が移築され法華堂（現・頓証寺殿）として建立された。また朝廷の命により以後、白峯寺による供養会が営まれるようになった。
時代は下って、幕末の動乱期、孝明天皇は異郷に祀られている崇徳上皇の霊を慰めるため、その神霊を京都に移すよう幕府に命じ、慶応2年（1866年）旧暦11月16日に白峯宮の建設が始まるが、まもなく崩御した。その遺志を継いだ子の明治天皇は慶応3年旧暦1月9日践祚、慶応4年（1868年）旧暦8月18日に白峯宮の創建を宣命し、勅使を白峯陵に送り上皇の命日の旧暦8月26日に宣旨を読みあげさせ、その翌日に即位した。その勅使により同年旧暦9月6日上皇の御霊が讃岐国から京都に到着し、頓証寺殿（旧:法華堂）の本尊であった崇徳上皇僧形座像図を当宮に移し、翌日、明治天皇が親拝した。なお、その翌日の旧暦9月8日に明治に改元されている。初代宮司には讃岐国白鳥神社の神職家の猪熊夏樹が就いた。
1873年（明治6年）、藤原仲麻呂の乱に巻き込まれて淡路国に配流され、その地で崩御した淳仁天皇（淡路廃帝）の神霊を淡路島から迎えて合祀し、官幣中社とした。
1940年（昭和15年）8月1日に官幣大社に昇格し、神宮の号を許され白峯神宮と改称した。
1948年（昭和23年）に神社本庁の別表神社に加列されている。

## 祭神
- 主祭神 - 崇徳天皇、淳仁天皇

## 境内
- 本殿
- 拝殿
- 地主社（じしゅしゃ） - 以下の神を祀る。
  - 精大明神（せいだいみょうじん） - 「まり精大明神」とも言い、球技・スポーツ芸能上達の神とする。例祭7月7日で、七夕の神とも。
  - 柊大明神（厄除・延命長寿の神 例祭2月節分）
  - 今宮大神（無病息災の神 例祭10月9日）
  - 白峯天神（学業成就の神 例祭3月25日）
  - 糸元大明神（織物繁栄・和装の神 例祭10月10日）
- 伴緒社（とものおしゃ） - 源為義・源為朝を祀り、武道・弓道上達の神として信仰される。例祭 11月15日。
- 潜龍社（せんりゅうしゃ） - 白峯龍王命・紅峯姫王命・紫峯大龍王命を祀る。この神は、1955年（昭和30年）、本殿にて御火焚祭の斎行中、炎の中に出現した三柱の龍神である。潜龍社の脇にある潜龍井の水を飲むと、諸々の悪縁を断ち、災難除・病気平癒・事業隆昌などに霊験ありとされる。例祭日 11月23日。
- 社務所
- 神門

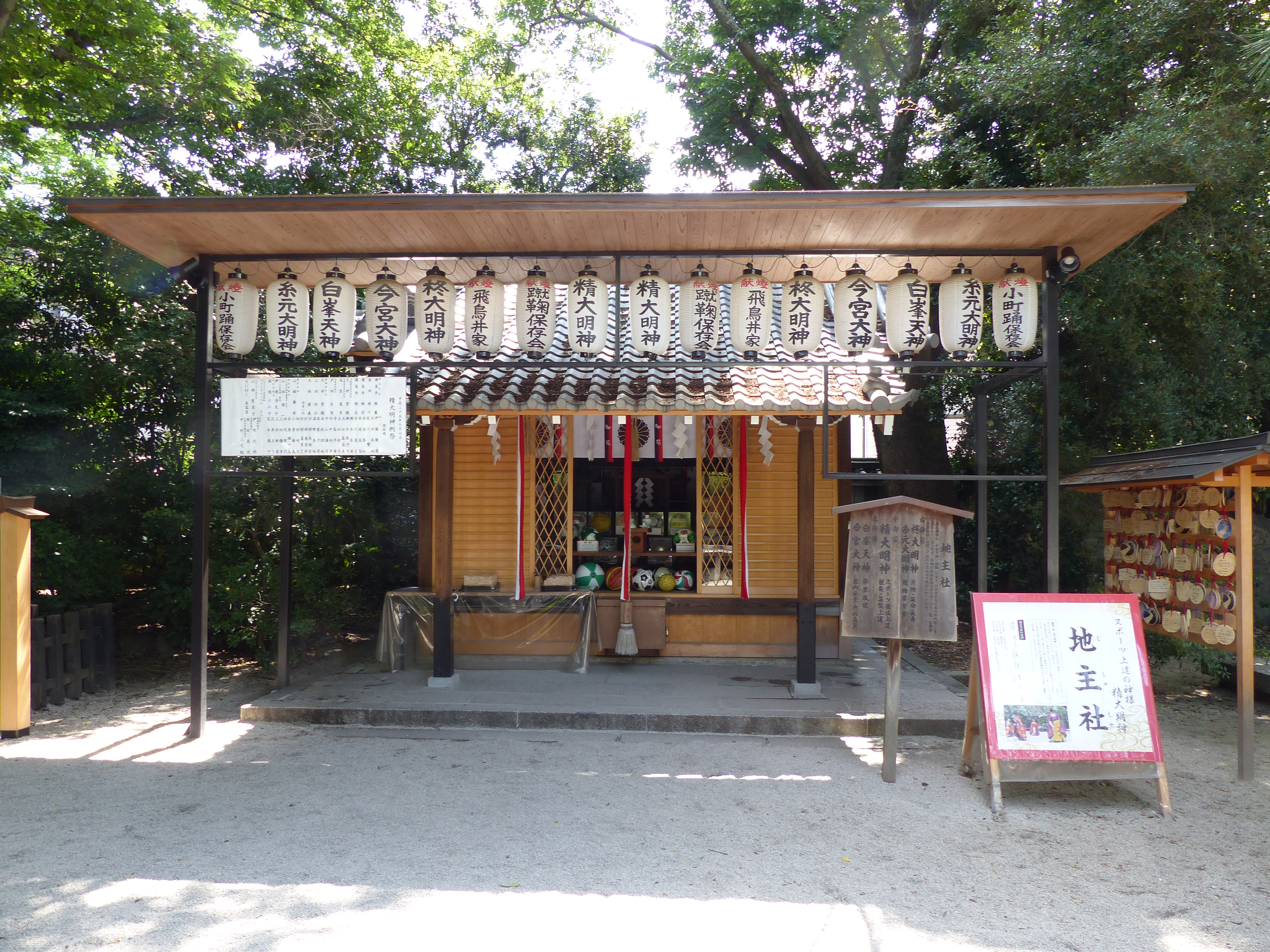
地主社
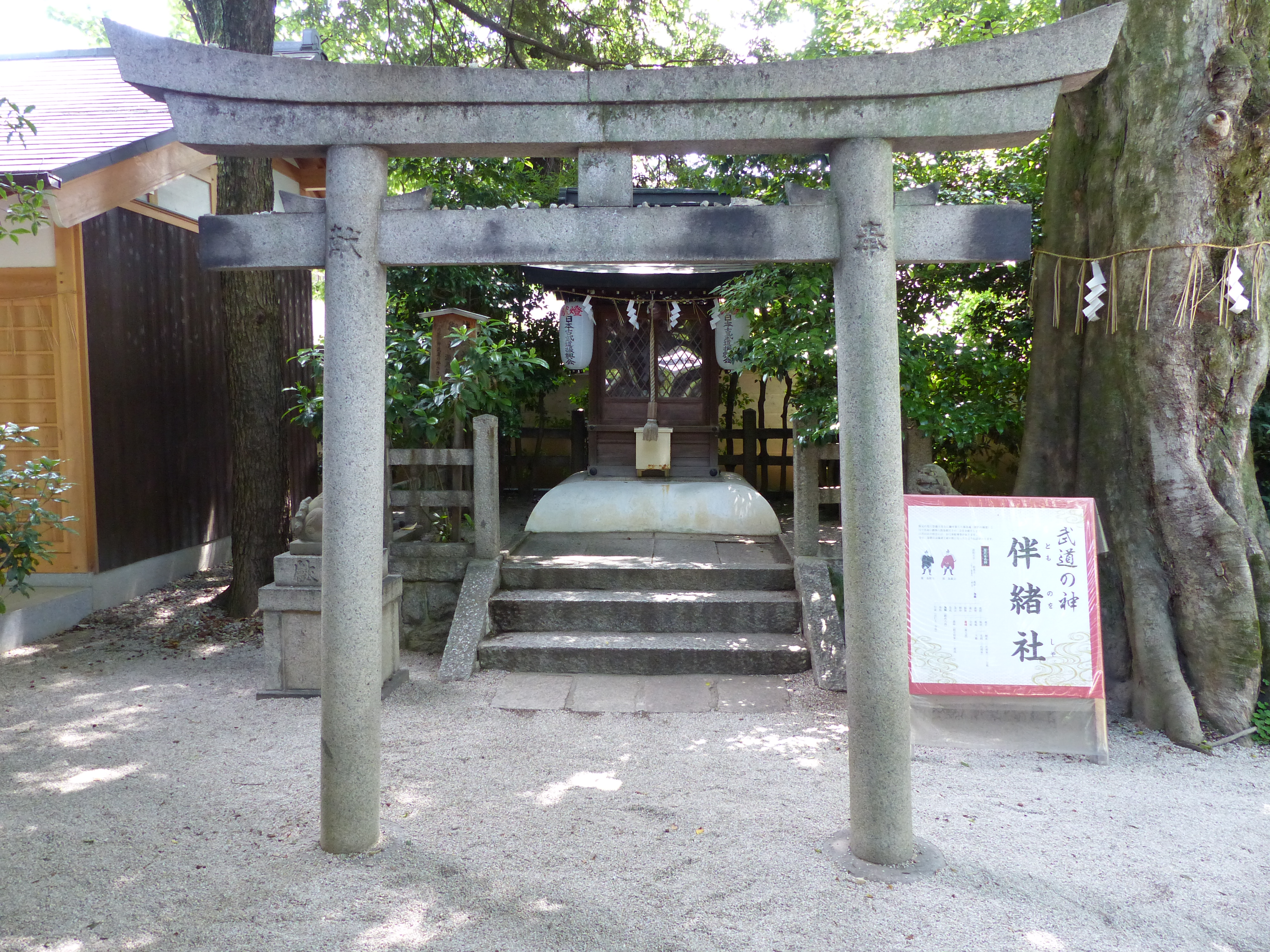
伴緒社
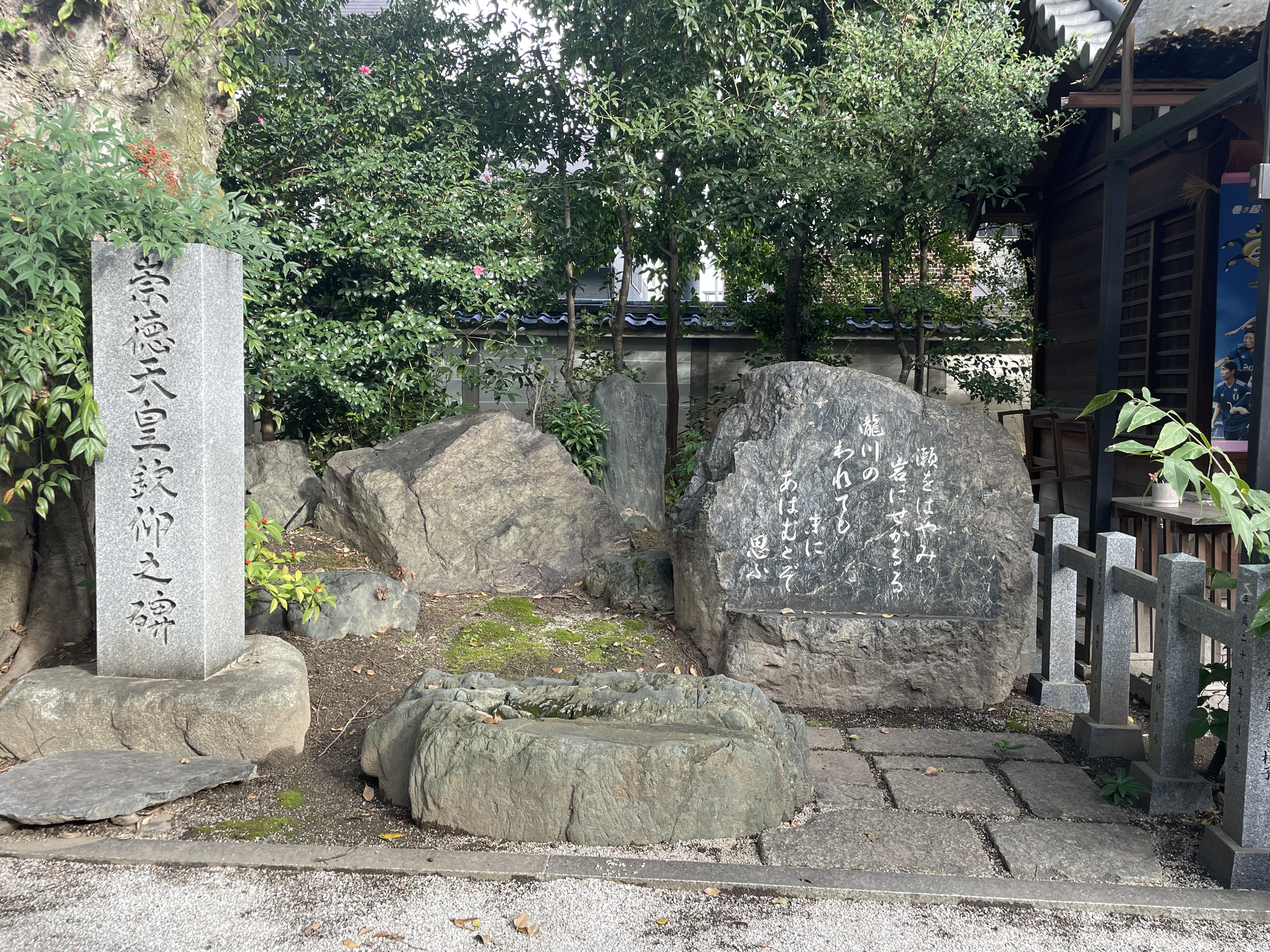
崇徳天皇欽仰之碑（すとくてんのうきんぎょうのひ）
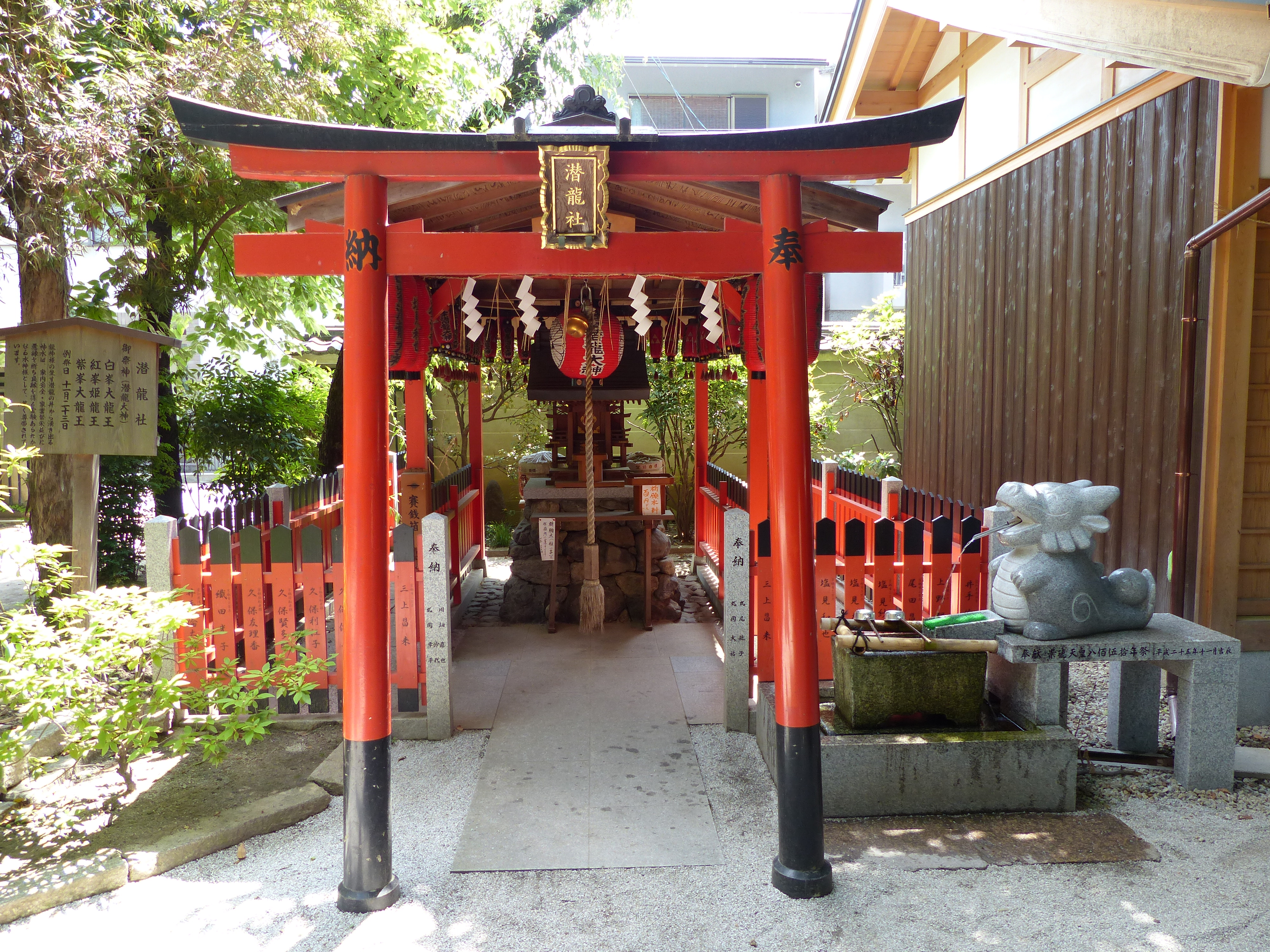
潜龍社
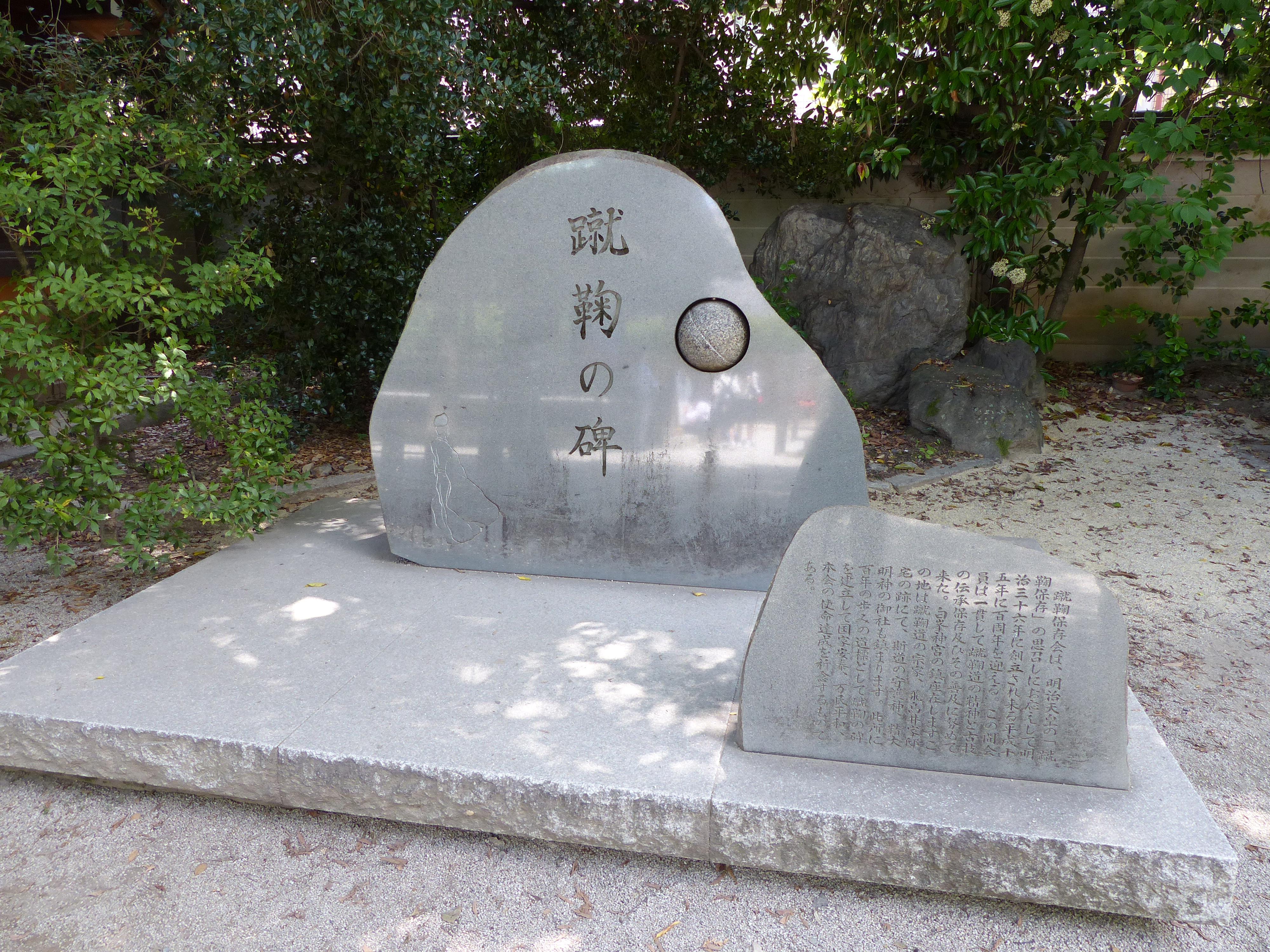
蹴鞠の碑（けまりのひ）
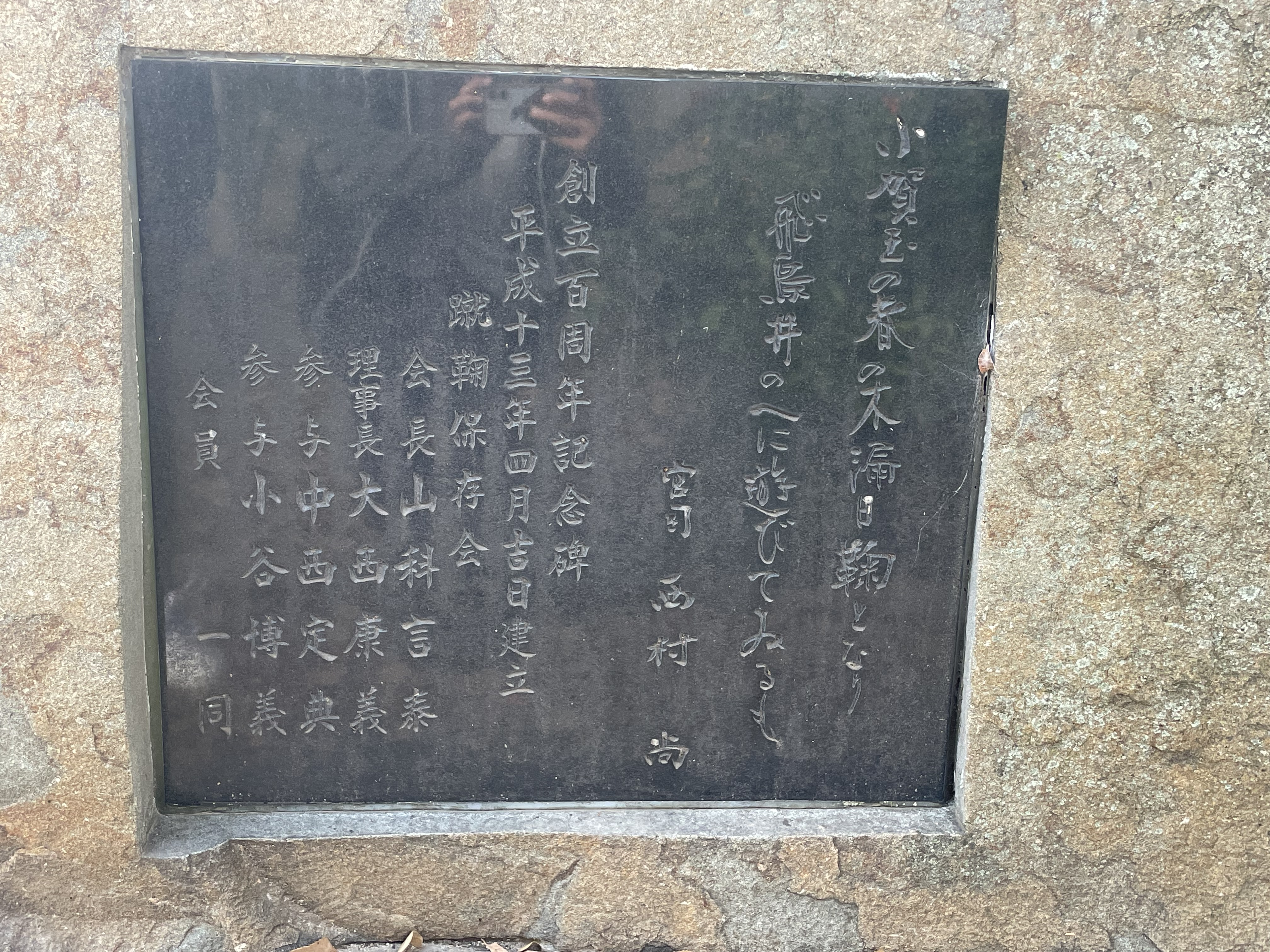
蹴鞠の碑（けまりのひ）の裏側　創立100周年記念碑
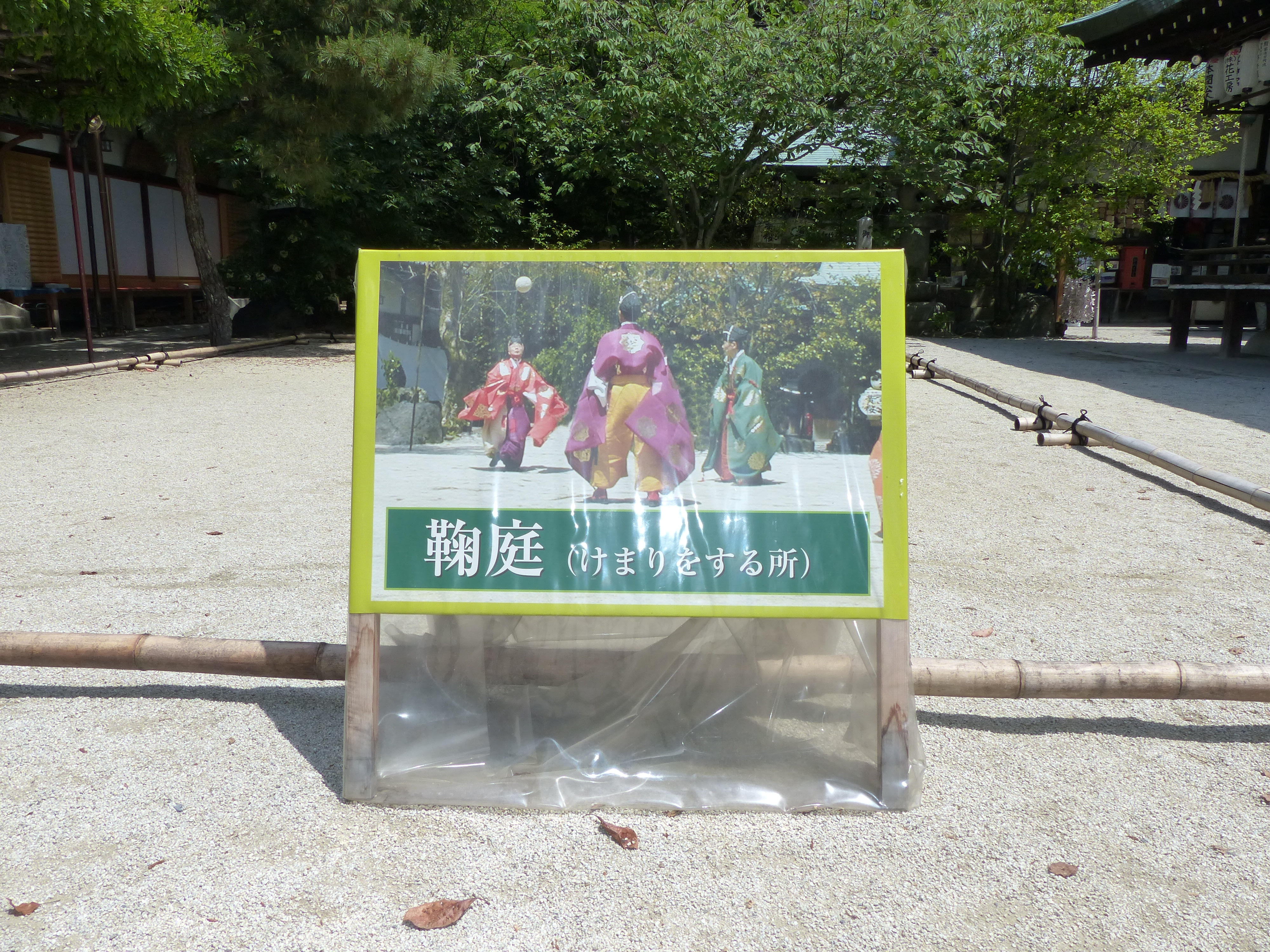
鞠庭（まりにわ）
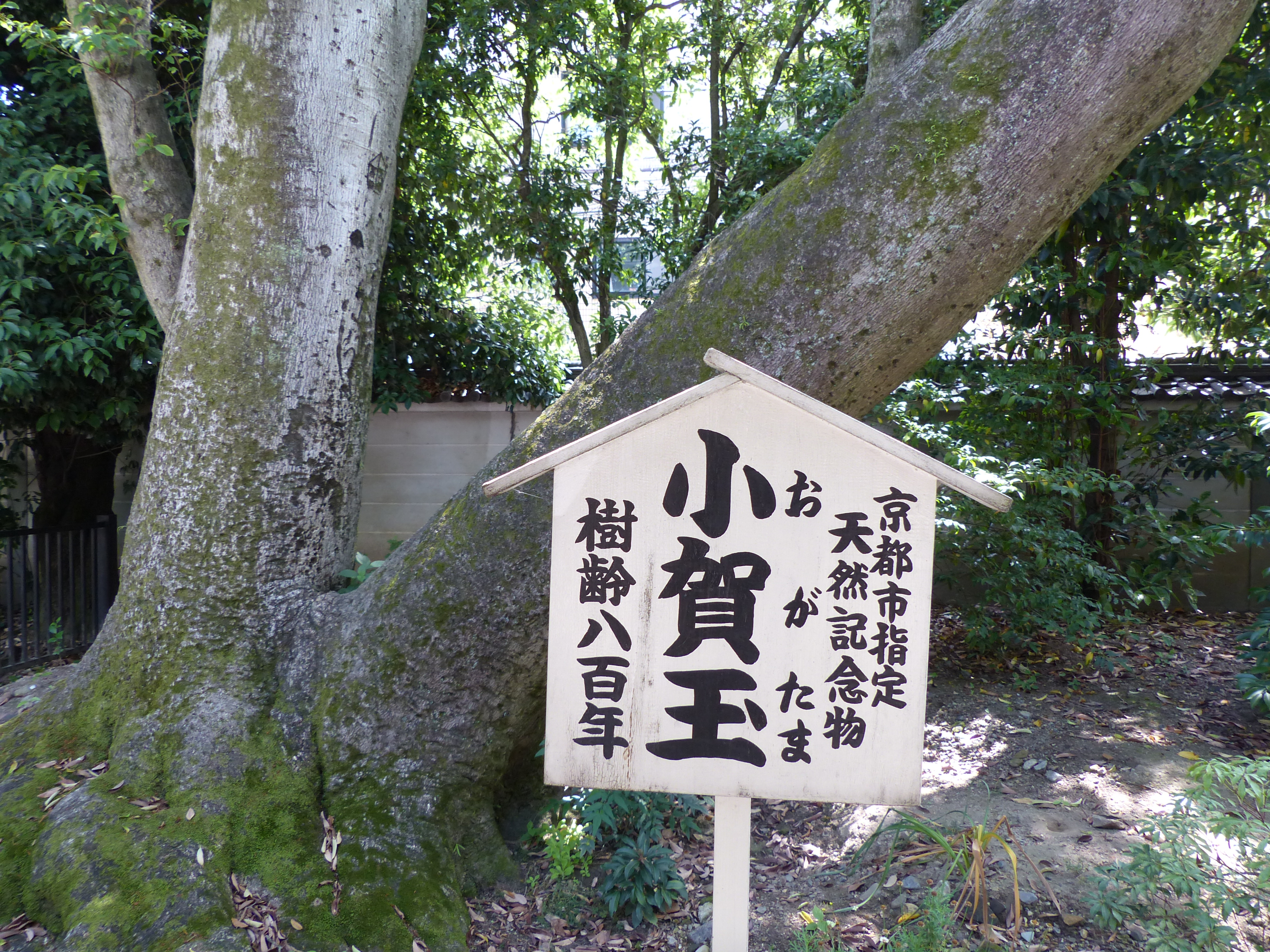
小賀玉の木（おがたまのき）

## 文化財

### 重要文化財
- 絹本著色崇徳上皇像（附：絹本著色随身像2幅）：鎌倉時代作。元暦元年（1184年）洛中に建立された粟田宮[5]の御影堂に伝えられたものといわれる。附の随身像2幅は、源為義、為朝の像と伝えるが、確証はなく、制作も室町時代に下ると考えられる[6]。1965年5月29日指定。

### 京都市指定天然記念物
- 小賀玉の木（おがたまのき） - 樹齢800年。

## 祭事など

### 小町踊り

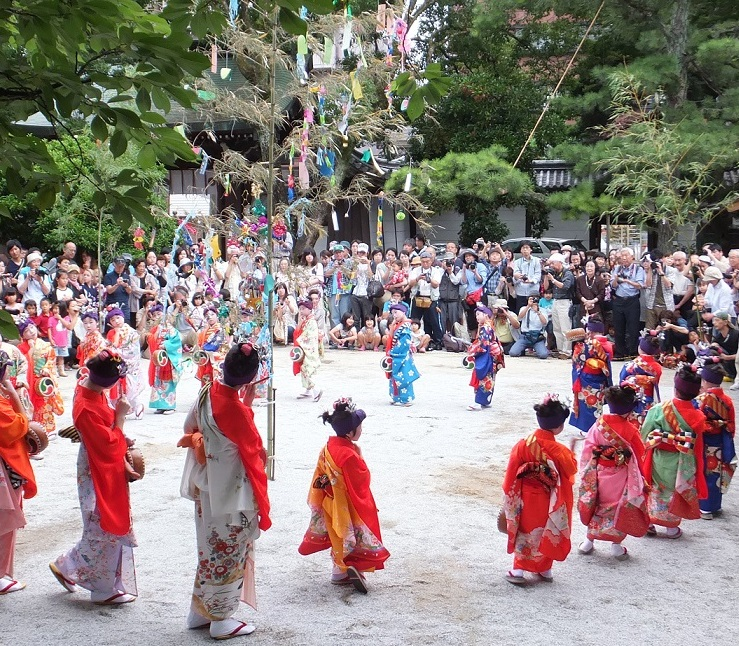
小町踊り（こまちおどり）

元禄時代に起源を持つ少女の踊り。近代に入って中絶したが、1962年（昭和37年）に復活した。毎年7月7日に元禄風の衣装、髪型、舞台化粧と同様の厚化粧をした小学生位の少女多数が優雅に可憐に舞い踊る。祇園祭でも、10日の、お迎え提灯では小学生位の少女が、24日の花笠巡行では祇園東の芸舞妓が、いずれも元禄風の衣装、髪型、舞台化粧と同様の厚化粧で、典雅に可憐に舞い踊る。

### 蹴鞠
白峯神宮の蹴鞠保存会によって、毎年4月14日（春季例大祭・淳仁天皇祭）と7月7日（精大明神例祭・七夕祭）に奉納蹴鞠が行われている。

### 年間の主な行事
- 2月節分  節分祭（鬼遣い豆まき神事） 15:00 神符守札焼納神事 柊大明神例祭    16:00
- 3月16日  交通安全祈願祭
- 4月14日  春季例大祭 淳仁天皇祭（蹴鞠奉納） 10:30
- 5月 5日  子供の日 武道奨励繁栄祭・古武道奉納報告祭  9:00 11:00
- 6月30日  夏越大祓祭（茅の輪くぐり）
- 7月 7日  精大明神例祭(七夕祭・山城舞楽・蹴鞠   14:00 ・小町踊り奉納奉告祭）   16:30
- 9月21日  秋季例大祭 崇徳天皇祭（薪能）   11:00
- 10月吉日 観月祭・献燈講大祭(望月の日)（管絃・舞楽） 18:00
- 11月15日 伴緒社祭(御弓神事)七五三詣
- 11月23日 新嘗祭（日供講大祭・献茶式・潜龍大明神祭・御火焚祭）

## 交通アクセス
- 京都市営地下鉄　今出川駅（4番出口から徒歩4分）
- 京都市営バス　51・59・201・203号系統「堀川今出川」下車約1分